# Lepidosphaeria
Lepidosphaeria är ett släkte av svampar. Lepidosphaeria ingår i familjen Testudinaceae, ordningen Pleosporales, klassen Dothideomycetes, divisionen sporsäcksvampar och riket svampar.
|                | Neotestudina                              |
|                |                                           |
|                | Verruculina                               |
|                |                                           |
|                | Testudina                                 |
|                |                                           |
| Lepidosphaeria | \| \| Lepidosphaeria nicotiae \| \| \| \| |
|                | \| \| Lepidosphaeria nicotiae \| \| \| \| |
|                | Ulospora                                  |
|                |                                           |
|                | Pseudophaeotrichum                        |
|                |                                           |
|                | Lepidosphaeria nicotiae                   |
|                |                                           |

|  | Lepidosphaeria nicotiae |
|  |                         |